# Agemochi
L'agemochi (揚げ餅) (de age signifiant « frit » et de mochi) est une collation légère à base de mochi frit traditionnel de la cuisine japonaise. Les mochi secs sont cassés en de petits morceaux d'à peu près 1 cm3, puis frits dans un bain d'huile. Les morceaux gonflent sous l'effet de la chaleur. Les agemochi sont consommés le plus souvent légèrement salés, mais d'autres assaisonnements sont régulièrement utilisés, par exemple le shichimi.